# 코임브라 그룹
코임브라 그룹(Coimbra Group)은 유럽의 대학연맹이다. 1985년에 창설되어 1987년에 헌장을 채택해 정식으로 발족했다. 2020년을 기준으로 41개의 대학이 가입했다. 이 대학들은 모두 종합대학이며, 많은 대학들이 긴 역사와 권위를 자랑한다.
그룹의 명칭은 포르투갈의 도시인 코임브라와 그곳의 코임브라 대학교에서 유래한다.
본부는 벨기에의 브뤼셀에 있다.

## 활동
가맹 대학 사이의 학술적, 문화적 교류를 통해서 대학 간의 국제화, 학술적인 협력, 학문과 연구의 발전, 사회에 대한 봉사를 촉진하는 목적으로 설립되었다.
- 각 대학의 문화적 국가적 독자성이나, 학문과 연구의 자유를 존중하면서, 교원이나 학생의 교환에 의한 가맹 대학간의 지식의 교환을 가능하게 하여서, 코임브라 그룹의 대학들을 통해 부가가치를 얻을 수 있게 한다.
- 코임브라 그룹에 가입한 대학들의 이익을 위해서, 유럽연합의 고등교육이나 연구에 참여하고 조직하는 것을 목적으로, 유럽연합의 기관들과 협력한다.
- 유럽의 고등교육의 질의 향상에 대한 논의에 공헌하며, 가맹 대학 사이의 품질보증기구의 도입을 촉진한다.
- 유럽고등교육지역(European Higher Education Area)의 창설과 발전에 있어서의 원동력이 된다. 또, 이 지역과 유럽연구지역(European Research Area)에서 가맹 대학의 학술적 전문지식을 촉진한다.
- 전문 집단이라고 인식되어, 가맹 대학이나 유럽연합의 각 기관에 고등교육이나 평생학습 등의 여러 가지 분야에 대해 자문하는 것을 가능하게 한다.
- 대학 간의 문화적, 사회적, 또 스포츠 활동의 교류를 촉진한다.
- 유럽의 학술 중심으로서 세계적인 그룹을 목표로 하며, 학생들이 가맹 대학에 매력을 느끼게 하고 가맹 대학 간의 학술적인 교류와 교환을 장려한다.

## 가맹 대학
| 네덜란드 - 레이던 대학교 - 위트레흐트 대학교 - 흐로닝언 대학교 노르웨이 - 베르겐 대학교 덴마크 - 오르후스 대학교 독일 - 괴팅겐 대학교 - 뷔르츠부르크 대학교 - 예나 대학교 - 쾰른 대학교 - 하이델베르크 대학교 러시아 - 상트페테르부르크 대학교 루마니아 - 알렉산드루 이오안 쿠자 대학교 리투아니아 - 빌뉴스 대학교 벨기에 - 뢰번 가톨릭 대학교 - 루뱅 가톨릭 대학교 스웨덴 - 웁살라 대학교 스위스 - 제네바 대학교 스페인 - 그라나다 대학교 - 바르셀로나 대학교 - 살라망카 대학교 아일랜드 - 아일랜드 국립 대학교 골웨이 - 트리니티 칼리지 |  | 에스토니아 - 타르투 대학교 영국 - 더럼 대학교 - 브리스틀 대학교 - 에든버러 대학교 오스트리아 - 그라츠 대학교 이탈리아 - 볼로냐 대학교 - 시에나 대학교 - 파도바 대학교 - 파비아 대학교 체코 - 프라하 카렐 대학교 튀르키예 - 이스탄불 대학교 포르투갈 - 코임브라 대학교 폴란드 - 야기에우워 대학교 프랑스 - 몽펠리에 대학교 - 폴 발레리 몽펠리에 제3대학교 - 푸아티에 대학교 핀란드 - 아보 아카데미 대학교 - 투르쿠 대학교 헝가리 - 외트뵈시 로란드 대학교 |

### 이전 가맹 대학
- 리옹 대학교
- 옥스퍼드 대학교
- 캉 대학교
- 케임브리지 대학교
- 테살로니키 아리스토텔레스 대학교

## 같이 보기
- 유럽 연구 대학 연맹
- 동아시아 연구형 대학 협회